# Нова Рудня (Словечанська сільська громада)
Нова́ Ру́дня — село в Україні, у Словечанській сільській громаді Коростенського району Житомирської області. Населення становить 57 осіб.

## Географія
Селом протікає річка Селівониха.

## Історія
У 1906 році село Словечанської волості Овруцького повіту Волинської губернії. Відстань від повітового міста 45 верст, від волості 15. Дворів 14, мешканців 97.